# Mercedes Vieito
Mercedes Vieito Bouza (La Habana, 11 de febrero de 1887-Cuba, 1960) fue una maestra y periodista española.

## Trayectoria
Hija de José Vieito Freire y Rosa Bouza Maseda, inmigrantes de las Somozas. Ejerció de maestra y creó su escuela "La Aurora" en el barrio de Luyanó para la enseñanza primaria. Publicó sus primeros artículos en 1903 en la revista Galicia, en la sección "Rápidas", bajo el seudónimo de Zoraida, que mantuvo hasta 1905. Siguió colaborando en Galicia, en los periódicos Galicia en América, Heraldo de Galicia y Eco de Galicia, de la que fue directora de 1934 hasta su cierre en 1936. Participó en la sociedad La Aurora de Somozas. Visitó Galicia en 1924.

## Vida personal
Se casó en 1918 con José López López, de las Somozas, con quien tuvo 4 hijos.